# دوشان رپووش
دوشان رپووش (انگلیسی: Dušan Repovš؛ زادهٔ ۳۰ نوامبر ۱۹۵۴) دانشمند در زمینه توپولوژی اهل اسلوونی است.
وی همچنین برندهٔ جوایزی همچون برنامه فولبرایت شده‌است.